# Yohanna Idha
Yohanna Idha Hedlund, (Eskilstuna, 6 de mayo de 1978) es una actriz sueca. Fue nominada a un premio Guldbagge en 2013 por su papel como Linda en la película Katinkas kalas. En 2011 fue nominada al premio Lóreal Paris Rising Star 2011. Su debut en el cine ocurrió en 2003 en la película sueca Molly i världen.

## Filmografía
- Molly i världen (2003)
- Kärringen därnere (2006)
- Beck – Den japanska shungamålningen (2007)
- Gangster (2007)
- Död vid ankomst (2008)
- Kurt Wallander (2008)
- The Horror Vault 2 (2009)
- Madness (2010)
- Himlen är oskyldigt blå (2010)
- Angry (2010)
- Katinkas kalas (2011)
- Äkta människor (2012)
- Star Wars: Threads of Destiny (2014)
- Vilsen (2015)
- Boymachine (2015)